# Rogowo (obwód kurski)
Rogowo (ros. Рогово) – wieś (ros. деревня, trb. dieriewnia) w zachodniej Rosji, w sielsowiecie kostielcewskim rejonu kurczatowskiego w obwodzie kurskim.

## Geografia
Miejscowość położona jest w pobliżu rzeki Diemina, 4,5 km od centrum administracyjnego sielsowietu kostielcewskiego (Kostielcewo), 16 km od centrum administracyjnego rejonu (Kurczatow), 41 km od Kurska.
W granicach miejscowości znajduje się 61 posesji.

## Demografia
W 2010 r. miejscowość zamieszkiwało 57 osób.